# Audrey Gerthoffer
Audrey Gerthoffer (Dallas, Texas, 16 de enero de 1998) es una actriz estadounidense conocida por su participación en series de televisión como Party of Five (2020), Pivoting (2022) y The Sex Lives of College Girls (2021).

## Biografía
Audrey Gerthoffer nació el 16 de enero de 1998 en Dallas, Texas. Inició su carrera actoral a mediados de la década de 2010, participando en diversas producciones de cine y televisión.

## Carrera
Gerthoffer ha trabajado en varios proyectos de televisión y cine. Entre sus trabajos más reconocidos están:
- Bomb City (2017), interpretando a Michelle.[3]
- Kindred Spirits (2019), dirigida por Lucky McKee.
- Party of Five (2020), serie transmitida por Freeform.
- The Sex Lives of College Girls (2021), creada por Mindy Kaling.
- Pivoting (2022), comedia emitida por Fox.
- Doctor Odyssey (2024), serie de televisión.
- Motorheads (2025), centrada en el mundo del automovilismo.

## Filmografía

### Cine
- 2017: Bomb City – Michelle[3]
- 2019: Kindred Spirits – Serena

### Televisión
- 2020: Party of Five – Papel secundario
- 2021: The Sex Lives of College Girls
- 2022: Pivoting
- 2024: Doctor Odyssey
- 2025: Motorheads